# Grammy for Bedste talte comedyalbum
Grammy for Best Spoken Comedy Album var en amerikansk pris der blev uddelt af Recording Academy for årets bedste musik-udgivelse inden for genren humor uden musik. Prisen blev uddelt i perioden 1994-2003.
Før 1994 og fra 2004 og frem har prisen været givet for Grammy Award for Best Comedy Album, dvs. humor med og uden musik.

## 2000s
- 2003: Nathaniel Kunkel (teknik), Peter Asher (producer) & Robin Williams for Robin Williams – Live 2002
- 2002: John Runnette (producer) & George Carlin for Napalm & Sillyputty
- 2001: John Runnette (producer) & George Carlin for Braindroppings
- 2000: Chris Rock for Bigger and Blacker

- 1999: Mel Brooks & Carl Reiner for The 2000 Year Old Man in the Year 2000
- 1998: Chris Rock for Roll With the New
- 1997: Al Franken for Rush Limbaugh Is a Big Fat Idiot
- 1996: Jonathan Winters for Crank Calls
- 1995: Sam Kinison for Live From Hell
- 1994: George Carlin for Jammin' in New York

## Se Også
- Grammy priserne.